# Jean-Claude Calon
Jean-Claude Calon est un acteur et chanteur lyrique français. Il s'est par ailleurs investi dans la vie de son village Mombrier en Gironde en tant que membre du conseil municipal. En 2017, il produit et réalise Les trois ténors français.
Jean-Claude Calon reçoit le Premier Prix d'opérette et de comédie musicale du Conservatoire National Supérieur de Musique de Paris. Son parcours artistique s'est enrichi au contact d'illustres mentors tels que A. Souchère et au sein du prestigieux Théâtre du Châtelet, où il a participé à une multitude de spectacles pendant trois ans.
Son répertoire éclectique comprend des œuvres emblématiques telles que L’Homme de la Mancha, où il a incarné le personnage de Sancho Pança avec Jacques Brel, en alternance avec R. Manuel.

## Filmographie partielle

### Cinéma
- 1989 : La Vie et rien d'autre de Bertrand Tavernier
- 1994 : La Fille de d'Artagnan de Bertrand Tavernier
- 2002 : Laissez-passer de Bertrand Tavernier
- 2009 : Mères et filles de Julie Lopes-Curval
- 2010 : La Princesse de Montpensier de Bertrand Tavernier
- 2012 : Un jour mon père viendra de Martin Valente

### Télévision
- 1980 - 1989 : Julien Fontanes, magistrat
- 2010 : La Maison des Rocheville de Jacques Otmezguine

## Théâtre

### Comédie musicale
- 1968 : L'Homme de la Mancha : Sancho Panza
- 1969 : Un violon sur le toi de Ivan Rebroff
- 1975: Monte Cristo : Benedetto, composé par Michel Legrand